# Bacia de São João (tiểu vùng)
Bacia de São João là một tiểu vùng thuộc bang Rio de Janeiro, Brasil. Tiều vùng này có diện tích 691 km², dân số năm 2007 là 58821 người.